# 海技士
海技士（かいぎし）とは、船舶職員及び小型船舶操縦者法で規定する、主に大型船舶の船舶職員が有さねばならない国家資格の総称である。 海技士の保有を証明して交付される公文書を海技免状という。 この資格を保有する者は、小型船舶操縦士と同様に海技従事者である。なお、20トン未満の船舶を操縦する場合、海技士のみでは不可であり小型船舶操縦士の免状が必要である。

## 海技士免許の区分
いわゆる大型船舶に船舶職員、すなわち船長・航海士（甲板部）、機関長・機関士（機関部）、通信長・通信士（無線部）として乗務するには、海技士の資格を有していなければならない。
通常の大型船舶には甲板部が必ず存在するので、海技士 (航海)の乗務は必須である。 ただ帆船などで推進機関を有さない場合は、機関部がないので海技士 (機関)は不要である。 また、無線局を開設していても無線部を要さない船舶の場合は、海技士 (通信)や海技士 (電子通信)は不要であり、必要に応じ無線従事者の資格を有する者が乗船していればよい。

### 制度の全般
船舶職員及び小型船舶操縦者法（以下「職員法」とする）では、その船舶の種類や航行区域などに応じて、船舶職員として乗り組ませるべき海技士の種類と等級を定めている（第2章第3節）。 なお船員法第2 - 3条によれば、船員は船長、職員、部員の種類に大別され、事務長や事務員あるいは船医なども「職員」に含まれるが（船員法施行規則第1章第2条）、海技士の免許を必要とするのは職員法上の「船舶職員」のみである。
所有する資格で執務できる種別や等級が存在しない船舶では、船舶職員としての勤務はできない。また必要な海技士資格の所持は、船舶職員としての雇用を保証するものではない。 なお部員として乗務する場合は、法規上は海技士の資格を要さない。
必要な海技士免状を所持していても、大型船舶への乗り組みには下記のような制限があり、また併務や兼職が可能な場合もある。
- 二十歳に満たない者は、船長または機関長として乗り組むことはできない。 職員法第18条第2項、職員法施行規則第60条の8の2。
- 所定の無線従事者資格を有さない者は、船長または航海士として乗り組むことはできない（#必要な無線従事者資格）。 職員法第18条第3項。
- 履歴、当直、機関、およびその他の事項について限定のある海技免許を有する者は、限定範囲内の船舶でなければ乗り組むことはできない（#履歴限定について）。 職員法施行令第5条第1項但書。
- 職員法施行規則第2条の2の基準による近代化船において、甲板部または機関部で職員法施行令第1条が定める運航士の職務を行なう者は、もう片方の部の船舶職員となるのに必要な海技士資格を有する場合、その資格に許された職務を併せ行なうことができる。 職員法第2条第3項。
- 各級の海技士（電子通信）または一級海技士（通信）の資格と、甲板部または機関部の船舶職員に必要な資格とを併有する者は、海技士（電子通信）の資格を要する無線部の船舶職員と、甲板部または機関部における船舶職員の一つとを兼任することができる。 職員法施行令第5条第2項。

当項目では各海技士が乗り組める船舶の種類について、資格ごとにその概要を示した。 詳細は職員法施行令第5条（乗組み基準）および別表第一（配乗表）を参照。
- 「総トン数」および「従業区域」は、職員法施行令別表第1の配乗表の適用に関する通則による。
- 「航行区域」および「A1 - A4水域」は、船舶安全法施行規則第1条の定義による。 参考図
- 「省令で定める近海区域」は、船舶設備規程第2条第2項に基づく告示による。 参考図

### 甲板部のための資格
| 分野          | 免許              | 乗り組み対象となる船舶の種類 | 免許年齢   |
| ------------- | ----------------- | --- | ---------- |
| 海技士 (航海) | 1級海技士         | 甲板部船舶職員の乗り組みを要する船舶（の全て） | 満18歳以上 |
| 海技士 (航海) | 2級海技士         | 下記以外の船舶では船長になれる。 - 近海または遠洋区域を航行する船舶および甲または乙区域内において従業する漁船で、総トン数5000トン以上のもの。 - 近代化船 すべての船舶で一等航海士になれる。 | 満18歳以上 |
| 海技士 (航海) | 3級海技士         | 下記では船長になれる。 - 平水区域を航行区域とする船舶 - 沿海区域または国土交通省令で定める近海区域のみを航行する船舶および丙区域内において従業する漁船 - 近海区域を航行区域とする船舶および乙区域内において従業する漁船で、総トン数500トン未満のもの。 - 遠洋区域を航行区域とする船舶および甲区域内において従業する漁船で、総トン数500トン未満のもの。 下記では一等航海士になれる。 - 平水区域を航行区域とする船舶 - 沿海区域または国土交通省令で定める近海区域のみを航行する船舶および丙区域内において従業する漁船 - 近海区域を航行区域とする船舶および乙区域内において従業する漁船。 - 沿海区域または国土交通省令で定める近海区域のみを航行する船舶および丙区域内において従業する漁船。 - 遠洋区域を航行区域とする船舶および甲区域内において従業する漁船で、総トン数1,600トン未満のもの。 | 満18歳以上 |
| 海技士 (航海) | 船橋当直3級海技士 | 近代化船で、運航士が職員法施行令第1条第1項で定める航海士の職務のみを行うもの。 | 満18歳以上 |
| 海技士 (航海) | 4級海技士         | 下記では船長になれる。 - 平水区域を航行区域とする船舶 - 沿海区域または国土交通省令で定める近海区域のみを航行する船舶および丙区域内において従業する漁船で、総トン数5000トン未満のもの - 近海区域を航行する船舶および乙区域内において従業する漁船で、総トン数500トン未満のもの - 遠洋区域を航行する船舶および甲区域内において従業する漁船で、総トン数200トン未満のもの また下記では一等航海士になれる。 - 沿海区域または国土交通省令で定める近海区域のみを航行する船舶および丙区域内において従業する漁船 - 近海区域を航行する船舶及び乙区域内において従業する漁船で、総トン数5000トン未満のもの - 遠洋区域を航行する船舶及び甲区域内において従業する漁船で、総トン数500トン未満のもの | 満18歳以上 |
| 海技士 (航海) | 5級海技士         | 下記では船長になれる。 - 平水区域を航行区域とする船舶で、総トン数1,600トン未満のもの - 沿海区域を航行する船舶および丙区域内において従業する漁船で、総トン数500トン未満のもの - 近海区域を航行する船舶および乙区域内において従業する漁船で、総トン200トン未満のもの また下記では一等航海士になれる。 - 平水区域を航行区域とする船舶 - 沿海区域を航行する船舶および丙区域内において従業する漁船で、総トン数5000トン未満のもの - 近海区域を航行する船舶および乙区域内において従業する漁船で、総トン数500トン未満のもの - 遠洋区域を航行する船舶および甲区域内において従業する漁船で、総トン数200トン未満のもの | 満18歳以上 |
| 海技士 (航海) | 6級海技士         | 下記では船長になれる。 - 平水区域を航行区域とする船舶で、総トン数200トン未満のもの - 沿海区域を航行する船舶および丙区域内において従業する漁船で、総トン数200トン未満のもの また下記では一等航海士になれる。 - 沿海区域を航行する船舶および丙区域内において従業する漁船で、総トン数500トン未満のもの | 満18歳以上 |

### 機関部のための資格
| 分野          | 免許              | 乗り組み対象となる船舶の種類 | 免許年齢   |
| ------------- | ----------------- | --- | ---------- |
| 海技士 (機関) | 1級海技士         | 機関部船舶職員の乗り組みを要する船舶（の全て） | 満18歳以上 |
| 海技士 (機関) | 2級海技士         | 機関部船舶職員の乗り組みを要する船舶。 ただし下記では機関長になれない。 - 近海または遠洋区域を航行する船舶および甲または乙区域内において従業する漁船で、出力6,000キロワット以上の推進機関を有するもの。 - 近代化船 | 満18歳以上 |
| 海技士 (機関) | 3級海技士         | 機関部船舶職員の乗り組みを要する船舶。 ただし下記では機関長になれない。 - 近海区域を航行区域とする船舶及び乙区域内において従業する漁船で、出力6,000キロワット以上の推進機関を有するもの。 - 遠洋区域を航行区域とする船舶及び甲区域内において従業する漁船で、出力1,500キロワット以上の推進機関を有するもの。 - 近代化船 また下記では一等機関士になれない。 - 遠洋区域を航行区域とする船舶及び甲区域内において従業する漁船で、出力3,000キロワット以上の推進機関を有するもの。 - 近代化船 | 満18歳以上 |
| 海技士 (機関) | 機関当直3級海技士 | 近代化船で、運航士が職員法施行令第1条第2項で定める機関士の職務のみを行うもの。 | 満18歳以上 |
| 海技士 (機関) | 4級海技士         | 機関部船舶職員の乗り組みを要する船舶のうち、下記では機関長になれる。 - 平水区域を航行区域とする船舶 - 沿海区域または国土交通省令で定める近海区域のみを航行する船舶および丙区域内において従業する漁船で、出力6,000キロワット未満の推進機関を有するもの。 - 近海区域を航行する船舶および乙区域内において従業する漁船で、出力1,500キロワット未満の推進機関を有するもの。 - 遠洋区域を航行する船舶および甲区域内において従業する漁船で、出力750キロワット未満の推進機関を有するもの。 また下記では一等機関士になれる。 - 沿海区域または国土交通省令で定める近海区域のみを航行する船舶および丙区域内において従業する漁船 - 近海区域を航行する船舶及び乙区域内において従業する漁船で、出力6,000キロワット未満の推進機関を有するもの。 - 遠洋区域を航行する船舶及び甲区域内において従業する漁船で、出力1,500キロワット未満の推進機関を有するもの。 | 満18歳以上 |
| 海技士 (機関) | 5級海技士         | 出力750キロワット以上3,000キロワット未満の推進機関を有する平水区域を航行区域とする船舶、出力3,000キロワット以上の推進機関を有する平水区域を航行区域とする船舶、出力750キロワット以上1,500キロワット未満の推進機関を有する沿海区域を航行区域とする船舶及び丙区域内において従業する漁船、出力1,500キロワット以上3,000キロワット未満の推進機関を有する沿海区域を航行区域とする船舶及び丙区域内において従業する漁船、出力750キロワット未満の推進機関を有する近海区域を航行区域とする船舶及び乙区域内において従業する漁船、出力750キロワット以上1,500キロワット未満の推進機関を有する近海区域を航行区域とする船舶及び乙区域内において従業する漁船、出力1,500キロワット以上3,000キロワット未満の推進機関を有する近海区域を航行区域とする船舶及び乙区域内において従業する漁船、出力3,000キロワット以上6,000キロワット未満の推進機関を有する近海区域を航行区域とする船舶及び乙区域内において従業する漁船、出力6,000キロワット以上の推進機関を有する近海区域を航行区域とする船舶及び乙区域内において従業する漁船、出力750キロワット未満の推進機関を有する遠洋区域を航行区域とする船舶及び甲区域内において従業する漁船、出力750キロワット以上1,500キロワット未満の推進機関を有する遠洋区域を航行区域とする船舶及び甲区域内において従業する漁船 | 満18歳以上 |
| 海技士 (機関) | 6級海技士         | 出力750キロワット未満の推進機関を有する平水区域を航行区域とする船舶、出力750キロワット未満の推進機関を有する沿海区域を航行区域とする船舶及び丙区域内において従業する漁船 | 満18歳以上 |
| 海技士 (機関) | 内燃機関2級       | 出力3,000キロワット以上の内燃機関を有する遠洋区域を航行区域とする船舶、出力1,500キロワット以上の内燃機関を有する沿海区域を航行区域とする船舶 | 満18歳以上 |
| 海技士 (機関) | 内燃機関3級       | 出力1,500キロワット未満の内燃機関を有する遠洋区域を航行区域とする船舶、出力750キロワット以上の内燃機関を有する沿海区域を航行区域とする船舶、出力1,500キロワット以上の内燃機関を有する近海区域を航行区域とする船舶、出力3,000キロワット以上の内燃機関を有する沿海区域を航行区域とする船舶、出力6,000キロワット以上の内燃機関を有する沿海区域を航行区域とする船舶 | 満18歳以上 |
| 海技士 (機関) | 内燃機関4級       | 出力1,500キロワット未満の内燃機関を有する近海区域を航行区域とする船舶、出力750キロワット未満の内燃機関を有する遠洋区域を航行区域とする船舶、出力750キロワット以上の内燃機関を有する近海区域を航行区域とする船舶、出力1,500キロワット以上の内燃機関を有する沿海区域を航行区域とする船舶、出力3,000キロワット以上の内燃機関を有する平水区域を航行区域とする船舶、出力6,000キロワット以上の内燃機関を有する沿海区域を航行区域とする船舶 | 満18歳以上 |
| 海技士 (機関) | 内燃機関5級       | 出力750キロワット未満の内燃機関を有する近海区域を航行区域とする船舶、出力750キロワット以上の内燃機関を有する沿海区域を航行区域とする船舶、出力750キロワット以上の内燃機関を有する平水区域を航行区域とする船舶、出力1,500キロワット以上の内燃機関を有する平水区域を航行区域とする船舶 | 満18歳以上 |
| 海技士 (機関) | 内燃機関6級       | 出力750キロワット未満の内燃機関を有する沿海区域を航行区域とする船舶、出力750キロワット未満の平水区域を航行区域とする船舶 | 満18歳以上 |

### 無線部のための資格
| 分野              | 免許      | 乗り組み対象となる船舶の種類 | 免許年齢                                |
| ----------------- | --------- | --- | --------------------------------------- |
| 海技士 (通信)     | 1級海技士 | 無線部船舶職員の乗り組みを要する船舶（の全て） | 満18歳以上（受験資格は満17歳9か月以上） |
| 海技士 (通信)     | 2級海技士 | モールス符号による無線電信を有する等、平成3年以前からの規定による無線部船舶職員の乗り組みを要する船舶。 ただし下記では通信長になれない。 - 国際航海に従事しない旅客船で、近海又は遠洋区域を航行する総トン数500トン以上のもの。 - 国際航海に従事する旅客船で、遠洋区域を航行するもの、および沿海又は近海区域を航行する旅客定員が250人を超えるもの又は総トン数500トン以上のもの。 - 国際航海に従事する旅客船及び漁船以外の船舶で、遠洋区域を航行するもの、および近海区域を航行する総トン数5,000トン以上のもの。 - 総トン数600トン以上の漁船 | 満18歳以上（受験資格は満17歳9か月以上） |
| 海技士 (通信)     | 3級海技士 | モールス符号による無線電信を有する等、平成3年以前からの規定による無線部船舶職員の乗り組みを要する総トン数500トン未満の漁船で、電気通信業務を取り扱わないもの。 | 満18歳以上（受験資格は満17歳9か月以上） |
| 海技士 (電子通信) | 1級海技士 | 現行の船舶安全法第4条第1項の規定による無線電信又は無線電話（以下「無線電信等」という。）を有し、かつ無線部船舶職員の乗り組みを要する船舶（の全て）。 | 満18歳以上（受験資格は満17歳9か月以上） |
| 海技士 (電子通信) | 2級海技士 | 無線電信等を有し無線部船舶職員の乗り組みを要する船舶。 ただし下記では通信長になれない - 国際航海に従事する旅客船で、A3水域又はA4水域を航行し、無線電信等の船上保守を行うもの。 | 満18歳以上（受験資格は満17歳9か月以上） |
| 海技士 (電子通信) | 3級海技士 | 無線電信等を有し無線部船舶職員の乗り組みを要する船舶で、無線電信等の船上保守を行わないもの。 | 満18歳以上（受験資格は満17歳9か月以上） |
| 海技士 (電子通信) | 4級海技士 | インマルサット無線設備を有し無線部船舶職員の乗り組みを要する漁船で、無線電信等の二重化（インマルサット無線設備の二重化に限る。）を行つているもの又は無線電信等の陸上保守を行うもの。 | 満18歳以上（受験資格は満17歳9か月以上） |

「無線電信等の船上保守」、「無線電信等の陸上保守」、「無線電信等の二重化」、とは、船舶安全法施行規則第60条の5から第60条の8までの規定に基づく船上保守、陸上保守、設備の二重化、であつて、無線電信等について講じるものをいう。
「インマルサット無線設備」とは、無線電信等のうち電波法第6条第1項第4号の船舶地球局の無線設備であるものをいう。
「インマルサット無線設備の二重化」とは、無線電信等の二重化のうち、インマルサット無線設備を有する船舶が、予備の無線電信等として、インマルサット無線設備を備えることをいう。

## 必要な無線従事者資格
職員法施行規則第4章第60条の8の3で規定する船舶に船長又は航海士として乗り組む者（の全員）は、海技士資格の他に第60条の8の4に定める無線従事者の資格を有していなければならない。
海技士 (通信)および海技士 (電子通信)の資格についての海技試験は、後述の乗船履歴のほかに、職員法施行規則第3章第2節で定める無線従事者の資格を有し（第34条）、かつ船舶局無線従事者証明を受けた者でなければ、受験することができない。 また無線従事者の免許または船舶局証明が取り消されたときは、この2資格の海技免状は効力を失なう（職員法第7条の2、第8条）。 
なお海技士(通信)や海技士(電子通信) の資格を有する者を含め、船舶に開設された無線局において操作・監督できる範囲は、その者の所有する無線従事者免許のみによって定まる。 電波法施行令第3条（操作及び監督の範囲）を参照。

## 履歴限定について
新たに海事教育機関を卒業して海技免状を保有して船舶に乗り組んでも、いきなり大型船の船長や機関長などをできないよう上級職務を行える船舶のトン数や機関出力に制限がかけられている。これを「履歴限定」といい、所定の乗船履歴と船舶職員としての職務を経験し、直ちに限定解除手続きを行うか、次回の免状更新の際に所定の乗船履歴と職歴を提示することで履歴限定は解かれる。

## 小型船舶における乗り組み
小型船舶操縦士のほかに海技士の乗務を要する小型船舶（職員法第23条の35）において、機関長または通信長として乗り組める海技士は、職員法施行令第11条ならびに別表第1、および職員法施行規則第7章第125条（機関長）第126条（通信長）などが定めるところによる。 なお小型船舶操縦士が海技士の資格を併有していても、機関長や通信長を兼任することはできない。
- 海技士（機関）の資格を有する者は、その種別にかかわらず、沿海区域の境界からその外側八十海里（海岸から最大180 km程度）以遠を航行する小型船舶が要する機関長になれる。
- 海技士（通信）の資格を有する者は、その種別に応じ、モールス符号による無線電信を有する等、平成3年以前からの規定が適用される小型船舶が要する通信長になれる。
- 海技士（電子通信）または一級海技士（通信）の資格を有する者は、その種別に応じ、旅客運送を行なう小型船舶のうち、国際航海を行うもの及び陸上から中波で通信できるA2水域（海岸から2 - 300 km程度）をこえる航海をするものが要する通信長になれる。 この者が海技士（機関）の資格を併有する場合は、上記の機関長を兼任できる。

## 海技士免許の乗船履歴
乗船履歴とは海技士免状の満了日以前5年以内に、次の期間以上所定の船舶に船舶職員として乗り組んだ履歴のことをいう。乗船の事実は船員手帳その他の所定の書類によって明確に証明しなくてはならないことになっている。
職員法施行規則第3章第2節（海技試験の受験資格）の規定により、海技士になるための国家試験を受験するには一定の乗船履歴が必要である。 また免状を取得しても、一定期間の履歴を取得しないと免状に対し限定がかかる。
| 種別                                                    | 船舶 | 期間         | 資格                      | 職務                                    |
| 6級海技士（機関）試験又は 内燃機関6級海技士（機関）試験 | 総トン数5トン以上の船舶 | 2年以上      | -                         | 機関の運転                              |
| 5級海技士（機関）試験又は 内燃機関5級海技士（機関）試験 | 総トン数10トン以上の船舶 | 3年以上      | -                         | 機関の運転                              |
| 5級海技士（機関）試験又は 内燃機関5級海技士（機関）試験 | 総トン数20トン以上の船舶 | 1年以上      | 6級海技士（機関）         | 機関長又は機関士                        |
| 4級海技士（機関）試験又は 内燃機関4級海技士（機関）試験 | 出力750キロワット以上の推進機関を有する平水区域を航行区域とする船舶 総トン数20トン以上の沿海区域、近海区域若しくは遠洋区域を航行区域とする船舶又は 総トン数20トン以上の漁船                                                               | 3年以上      | -                         | 機関の運転                              |
| 4級海技士（機関）試験又は 内燃機関4級海技士（機関）試験 | 出力750キロワット以上の推進機関を有する平水区域を航行区域とする船舶 総トン数20トン以上の沿海区域、近海区域若しくは遠洋区域を航行区域とする船舶又は 総トン数20トン以上の漁船                                                               | 1年以上      | 5級海技士（機関）         | 機関長又は機関士                        |
| 機関当直3級海技士（機関）試験                           | 出力3,000キロワット以上の推進機関を有する沿海区域を航行する船舶 総トン数20トン以上の近海区域若しくは遠洋区域を航行する船舶又は 総トン数20トン以上の乙区域若しくは甲区域内において従業する漁船                                             | 3年以上      | -                         | 機関の運転                              |
| 機関当直3級海技士（機関）試験                           | 出力1,500キロワット以上の推進機関を有する沿海区域を航行する船舶 総トン数20トン以上の近海区域若しくは遠洋区域を航行区域とする船舶又は 総トン数20トン以上の乙区域若しくは甲区域内において従業する漁船                                       | 1年6か月以上 | 4級海技士（機関）         | 機関士（1級機関士を除く。）             |
| 機関当直3級海技士（機関）試験                           | 出力750キロワット以上の推進機関を有する沿海区域を航行区域とする船舶 総トン数20トン以上の近海区域若しくは遠洋区域を航行区域とする船舶又は 総トン数20トン以上の乙区域若しくは甲区域内において従業する漁船                                   | 1年以上      | 4級海技士（機関）         | 機関長又は1等機関士                     |
| 3級海技士（機関）試験又は 内燃機関3級海技士（機関）試験 | 出力3,000キロワット以上の推進機関を有する沿海区域を航行区域とする船舶 総トン数20トン以上の近海区域若しくは遠洋区域を航行区域とする船舶又は 総トン数20トン以上の乙区域若しくは甲区域内において従業する漁船                                 | 3年以上      | -                         | 機関の運転                              |
| 3級海技士（機関）試験又は 内燃機関3級海技士（機関）試験 | 出力1,500キロワット以上の推進機関を有する沿海区域を航行区域とする船舶 総トン数20トン以上の近海区域若しくは遠洋区域を航行区域とする船舶又は 総トン数20トン以上の乙区域若しくは甲区域内において従業する漁船                                 | 2年以上      | 4級海技士（機関）         | 機関士（1等機関士を除く。）             |
| 3級海技士（機関）試験又は 内燃機関3級海技士（機関）試験 | 出力750キロワット以上の推進機関を有する沿海区域を航行区域とする船舶 総トン数20トン以上の近海区域若しくは遠洋区域を航行区域とする船舶 | 1年以上      | 4級海技士（機関）         | 機関長又は1等機関士                     |
| 3級海技士（機関）試験又は 内燃機関3級海技士（機関）試験 | 出力750キロワット以上の推進機関を有する丙区域内で従業する漁船又は 総トン数20トン以上の乙区域若しくは甲区域内においてを従業する漁船 | 1年以上      | 4級海技士（機関）         | 機関長又は1等機関士                     |
| 3級海技士（機関）試験又は 内燃機関3級海技士（機関）試験 | 近代化船 | 6か月以上    | 機関当直3級海技士（機関） | 運航士                                  |
| 2級海技士（機関）試験又は 内燃機関2級海技士（機関）試験 | 出力3,000キロワット以上の推進機関を有する沿海区域を航行区域とする船舶 出力1,500キロワット以上の近海区域若しくは遠洋区域を航行区域とする船舶又は 出力1,500キロワット以上の推進機関を有する乙区域若しくは甲区域内において従業する漁船       | 1年以上      | 3級海技士（機関）         | 船舶職員                                |
| 2級海技士（機関）試験又は 内燃機関2級海技士（機関）試験 | 出力750キロワット以上1,500キロワット未満の推進機関を有する沿海区域若しくは遠洋区域を航行区域とする船舶又は 出力750キロワット以上1,500キロワット未満の推進機関を有する乙区域若しくは甲区域内において従業する漁船                           | 2年以上      | 3級海技士（機関）         | 機関長又は機関士                        |
| 1級海技士（機関）試験                                   | 出力6,000キロワット以上の推進機関を有する沿海区域を航行区域とする船舶 出力3,000キロワット以上の推進機関を有する近海区域を航行区域とする船舶又は 出力1,500キロワット以上の推進機関を有する遠洋区域を航行区域とする船舶                     | 2年以上      | 2級海技士（機関）         | 船舶職員（機関長又は1等機関士を除く。） |
| 1級海技士（機関）試験                                   | 出力3,000キロワット以上の推進機関を有する乙区域を航行区域とする漁船又は 出力1,500キロワット以上の推進機関を有する甲区域を航行区域とする漁船                                                                                               | 1年以上      | 2級海技士（機関）         | 機関長又は1等機関士                     |
| 1級海技士（機関）試験                                   | 出力750キロワット以上3,000キロワット未満の推進機関を有する近海区域を航行区域とする海難救助の用 | 4年以上      | 2級海技士（機関）         | 機関士（1等機関士を除く。）             |
| 1級海技士（機関）試験                                   | 出力750キロワット以上1,500キロワット未満の推進機関を有する遠洋区域を航行区域とする海難救助の用 | 2年以上      | 2級海技士（機関）         | 機関長又は1等機関士                     |
| 6級海技士（航海）試験                                   | 総トン数5トン以上の船舶 | 2年以上      | -                         | 船舶の運航                              |
| 5級海技士（航海）試験                                   | 総トン数10トン以上の船舶 | 3年以上      | -                         | 船舶の運航                              |
| 5級海技士（航海）試験                                   | 総トン数20トン以上の船舶 | 1年以上      | 6級海技士（航海）         | 船長又は航海士                          |
| 4級海技士（航海）試験                                   | 総トン数200トン以上の平水区域を航行区域とする船舶 総トン数20トン以上の沿海区域、近海区域若しくは乙区域若しくは 遠洋区域を航行区域とする船舶又は総トン数20トン以上の漁船                                                                   | 3年以上      | -                         | 船舶の運航                              |
| 4級海技士（航海）試験                                   | 総トン数200トン以上の平水区域を航行区域とする船舶 総トン数20トン以上の沿海区域、近海区域若しくは乙区域若しくは 遠洋区域を航行区域とする船舶又は総トン数20トン以上の漁船                                                                   | 1年以上      | 5級海技士（航海）         | 船長又は航海士                          |
| 船橋当直3級海技士（航海）試験                           | 総トン数1,600トン以上の沿海区域を航行区域とする船舶 総トン数20トン以上の近海区域若しくは遠洋区域を航行区域とする船舶又は 総トン数20トン以上の乙区域若しくは甲区域内において従業する漁船                                                   | 3年以上      | -                         | 船舶の運航                              |
| 船橋当直3級海技士（航海）試験                           | 総トン数500トン以上の沿海区域を航行区域とする船舶 総トン数20トン以上の近海区域若しくは遠洋区域を航行区域とする船舶又は 総トン数20トン以上の乙区域若しくは甲区域内において従業する漁船                                                     | 1年6か月以上 | 4級海技士（航海）         | 航海士（1等航海士を除く。）             |
| 船橋当直3級海技士（航海）試験                           | 総トン数200トン以上の沿海区域を航行区域とする船舶 総トン数20トン以上の近海区域若しくは遠洋区域を航行区域とする船舶又 総トン数200トン以上の丙区域内において従業する漁船又は 総トン数20トン以上の乙区域若しくは甲区域内において従業する漁船 | 1年以上      | 4級海技士（航海）         | 船長又は1等航海士                       |
| 3級海技士（航海）試験                                   | 総トン数1,600トン以上の沿海区域を航行区域とする船舶 総トン数20トン以上の近海区域若しくは遠洋区域を航行区域とする船舶又は 総トン数20トン以上の乙区域若しくは甲区域内のおいて従業する漁船                                                   | 3年以上      | -                         | 船舶の運航                              |
| 3級海技士（航海）試験                                   | 総トン数500トン以上の沿海区域を航行区域とする船舶、 総トン数20トン以上の近海区域若しくは遠洋区域を航行区域とする船舶又は 総トン数20トン以上の乙区域若しくは甲区域内のおいて従業する漁船                                                   | 2年以上      | 4級海技士（航海）         | 航海士（1等航海士を除く。）             |
| 3級海技士（航海）試験                                   | 総トン数200トン以上の沿海区域を航行区域とする船舶、 総トン数20トン以上の近海区域若しくは遠洋区域を航行区域とする船舶 総トン数200トン以上の丙区域において従業する漁船又は 総トン数20トン以上の乙区域若しくは甲区域内のおいて従業する漁船   | 1年以上      | 4級海技士（航海）         | 船長又は1等航海士                       |
| 3級海技士（航海）試験                                   | 近代化船 | 6か月以上    | 船橋当直3級海技士（航海） | 運航士                                  |
| 2級海技士（航海）試験                                   | 総トン数1,600トン以上の沿海区域を航行区域とする船舶 総トン数500トン以上の近海区域若しくは遠洋区域を航行区域とする船舶又は 総トン数500トン以上の乙区域若しくは甲区域内のおいて従業する漁船                                                 | 1年以上      | 3級海技士（航海）         | 船舶職員                                |
| 2級海技士（航海）試験                                   | 総トン数200トン以上500トン未満の近海区域若しくは遠洋区域を航行区域とする船舶又は 総トン数200トン以上500トン未満の乙区域若しくは甲区域内のおいて従業する漁船                                                                               | 2年以上      | 3級海技士（航海）         | 船長又は航海士                          |
| 1級海技士（航海）試験                                   | 総トン数5000トン以上の沿海区域を航行区域とする船舶 総トン数1,600トン以上の近海区域を航行区域とする船舶若しくは 総トン数500トン以上の遠洋区域を航行区域とする船舶                                                                          | 2年以上      | 2級海技士（航海）         | 船舶職員（船長及び1等航海士を除く。）   |
| 1級海技士（航海）試験                                   | 総トン数1,600トン以上の乙区域の漁船 総トン数500トン以上の甲区域内のおいて従業する漁船 | 4年以上      | 2級海技士（航海）         | 船長又は1等航海士                       |
| 1級海技士（航海）試験                                   | 総トン数200トン以上1,600未満の近海区域を航行区域とする海難救助の用 | 4年以上      | 2級海技士（航海）         | 航海士（1等航海士を除く。）             |
| 1級海技士（航海）試験                                   | 総トン数200トン以上500トン未満の遠洋区域を航行区域とする海難救助の用 | 2年以上      | 2級海技士（航海）         | 船長又は1等航海士                       |
| 3級海技士（通信）試験                                   | 総トン数5トン以上の船舶 | 6か月以上    | -                         | -                                       |
| 2級海技士（通信）試験                                   | 沿海区域、近海区域若しくは遠洋区域を航行区域とする船舶又は漁船 | 6か月以上    | -                         | 実習又は無線電信・無線電話による通信    |
| 1級海技士（通信）試験                                   | 近海区域若しくは遠洋区域を航行区域とする船舶又は乙区域若しくは甲区域内において従業する漁船 | 6か月以上    | -                         | 実習又は無線電信・無線電話による通信    |
| 4級海技士（電子通信）試験                               | 総トン数5トン以上の船舶 | 6か月以上    | -                         | -                                       |
| 3 - 1級海技士（電子通信）試験                           | 近海区域若しくは遠洋区域を航行区域とする船舶又は乙区域若しくは甲区域内において従業する漁船 | 6か月以上    | -                         | -                                       |